# Bakony InterCity
A Bakony InterCity egy Budapest-Déli és Szombathely között 2 óránként közlekedő Hibrid-IC vasúti járat.

## Történet

### 1982-1996 között
1982. május 23-án indult "Bakony–Őrség" néven expresszvonatként Székesfehérvár és Veszprém érintésével. Ekkor a vonat csak Budapest-Kelenföld, Székesfehérvár, Várpalota, Veszprém, Ajka, Celldömölk és Sárvár állomásokon állt meg. 1997-ben szűnt meg. Helyette gyorsvonat közlekedett név nélkül 1997 és 2019 között.

### 2019-től
2019/2020-as évi menetrendváltástól újra inditották InterCityként 2 órás ütemben és több megállással.
2024. december 11-étől 2025 év végéig Veszprém és Ajka között pályakizárás miatt vonatpótlóbuszok közlekednek. A vonatok csak Budapest és Veszprém, valamint Ajka és Szombathely között közlekednek. 2025. május 1-jétől Ajka és Szombathely között sebesvonatként közlekednek. Július 5-étől augusztus 31-ig Budapest és Veszprém között néhány InterCity helyett InterRégióként közlekednek.

## Útvonal
A vonat Budapest-Déli pályaudvarról indul Székesfehérvár, Veszprém és Boba érintésével közlekedik.

## Megállóhelyei
| Megállóhelyek         |
| --------------------- |
| 1. Budapest-Déli      |
| 2. Budapest-Kelenföld |
| 3. Székesfehérvár     |
| 4. Várpalota          |
| 5. Pétfürdő           |
| 6. Öskü               |
| 7. Hajmáskér          |
| 8. Veszprém           |
| 9. Ajka               |
| 10. Devecser          |
| 11. Boba              |
| 12. Celldömölk        |
| 13. Sárvár            |
| 14. Szombathely       |

## Vonatösszeállítás
Vonatösszeállítás 2023. december 10-étől:
| Kocsiszám                                      | Típus                             |
| ---------------------------------------------- | --------------------------------- |
|                                                | MÁV V43 villanymozdony            |
|                                                | START By/Byee                     |
|                                                | START By/Byee                     |
|                                                | START By/Byee                     |
| 20                                             | START Bbdpmz                      |
| 21                                             | START Bpmee (csak szükség esetén) |
| Budapest felé fordított sorrendben közlekedik. |                                   |

| Kocsiszám                                               | Típus                  |
| ------------------------------------------------------- | ---------------------- |
|                                                         | MÁV V43 villanymozdony |
| 421                                                     | SŽ Bl                  |
| 422                                                     | SŽ Bl                  |
| 423                                                     | SŽ Bl                  |
| 424                                                     | START Bbdpmz           |
| Budapest felé fordított sorrendben közlekedik (919 IC). |                        |

## Érdekességek
A vonat 1982 és 2025 között több vonatnemben közlekedett.
- Bakony–Őrség expresszvonat: 1982-1996 között[8]
- Bakony InterCity: 2019. december 9-től[9]
- Bakony gyorsvonat: 2022. június 29-augusztus 28-ig (Ajka és Szombathely között) | Pályakarbantartás miatt[10]
- Bakony sebesvonat: 2025. május 1-jétől (Ajka és Szombathely között) | Pályakizárás miatt[11][12]
- Bakony InterRégió: 2025 nyári főszezonban (Budapest és Veszprém között) | Napi 1-2 pár[13]